# Джон Барроумен
Джон Скот Барроумен (англ. John Scot Barrowman, нар. 11 березня 1967 року) — шотландський та американський актор, співак, танцюрист і телеведучий.

## Біографія
Народився у Глазго, Шотландія, але у віці восьми років він разом із сім'єю переїхав до американського штату Іллінойс, тому він розмовляє із американським акцентом.
Барроумен — відкритий гей. Має стосунки із британським архітектором Скоттом Гіллом. 2 липня 2013 року вони офіційно взяли шлюб.

## Кар'єра

### Початок
Свою кар'єру Барроумен розпочав у «West End Theatre», де першу роль він отримав 1989 року. 1998 року його було номіновано на «Премію Лоуренса Олівера», як найкращого актора, за роль у мюзиклі «The Fix». Того ж року він виконав роль Джо Джилліса у виставі «Вечірній бульвар» на Бродвеї.

### Доктор Хто
Коли 2005 року компанія BBC відновила показ науково-фантастичного серіалу Доктор Хто, Джон Барроумен отримав роль супутника Доктора Джека Гаркнесса. Він з'явився у дев'ятому епізоді першого сезону — Порожня дитина — і продовжував зніматися до кінця сезону. Його персонаж здобув велику популярність серед глядачів, тому було вирішено зняти спін-оф серіалу — Торчвуд, у якому Капітан Джек Гаркнесс став головним персонажем.
Барроумен знову взяв участь у Докторі Хто у трьох останніх серіях третього сезону («Утопія», «Барабанний дріб» та «Останній Володар Часу»), а також в останніх двох серіях четвертого сезону («Викрадена Земля» і «Кінець мандрівки»). Окрім того, він з'явився камео у спецепізоді Кінець часу. І, можна припустити, що Джек Гаркнесс з'являтиметься у серіалі й надалі.

### Зйомки на телебаченні
Джон Барроумен веде дуже активне життя. Він бере участь у багатьох телешоу BBC, зокрема Never Mind the Buzzcocks, Simon Amstell, Al Murray's Happy Hour, The Charlotte Church Show і Friday Night with Jonathan Ross, а також у прототипі російського шоу «Танці на льоду».
14 вересня 2008 року Барроумен був конферансьє на святкуванні 60-річчя Ендрю Ллойда Веббера.
З 2009 року актор є ведучим нової телепередачі на ВВС, котра має назву Сьогодні ввечері".

## Фільмографія
| Рік    | Назва                      | Формат     | Роль                                   |
| ------ | -------------------------- | ---------- | -------------------------------------- |
| 1987   | Недоторканні               | Фільм      | Епізодична роль, не зазначено у титрах |
| 1996   | Центральний західний парк  | Телесеріал | Пітер Фейрчайлд                        |
| 2000   | З'єднай це                 | Телесеріал | Юнак                                   |
| 2000   | Титани                     | Телесеріал | Пітер Вільямс                          |
| 2002   | Акули-3:Мегалодон          | Фільм      | Бен Карпентер                          |
| 2004   | Метод                      | Фільм      | Репортер, не зазначено в титрах        |
| 2004   | Улюбленець                 | Фільм      | Джек                                   |
| 2005   | Продюсери                  | Фільм      | Лед Тенор                              |
| з 2005 | Доктор Хто                 | телесеріал | Джек Харкнесс                          |
| з 2006 | Торчвуд                    | телесеріал | Джек Харкнесс                          |
| 2009   | Сьогодні ввечері           | телешоу    | ведучий                                |
| 2009   | Відчайдушні домогосподарки | телесеріал | Патрік Логан                           |